# Roger Bolliger
Roger Bolliger (* 17. November 1974) ist ein Schweizer Paracycler.
2002 hatte Roger Bolliger einen Arbeitsunfall in einer Käserei, nach dem sein rechter Oberschenkel amputiert werden musste. Vor seinem Unfall betrieb er verschiedene Sportarten wie Faustball, Turnen, Aerobic und Volleyball. Nach seinem Unfall machte er eine Ausbildung zum Technischen Kaufmann. 2004 begann er mit dem Behindertensport.
2014 verbesserte Bolliger bei den Bahnweltmeisterschaften im 1000-Meter-Zeitfahren den zehn Jahre alten Schweizer Rekord von Beat Schwarzenbach. Er startete bei den Sommer-Paralympics 2016 in Rio de Janeiro in vier Rennen. Auf der Bahn wurde er Neunter in der Einerverfolgung und 20. im Zeitfahren. Im Einzelzeitfahren auf der Strasse wurde er Zehnter; beim Strassenrennen hatte er nach einem Sturz einen Defekt am Rad und belegte Platz 27. Seit 2008 wurde er mehrfach Schweizer Meister.

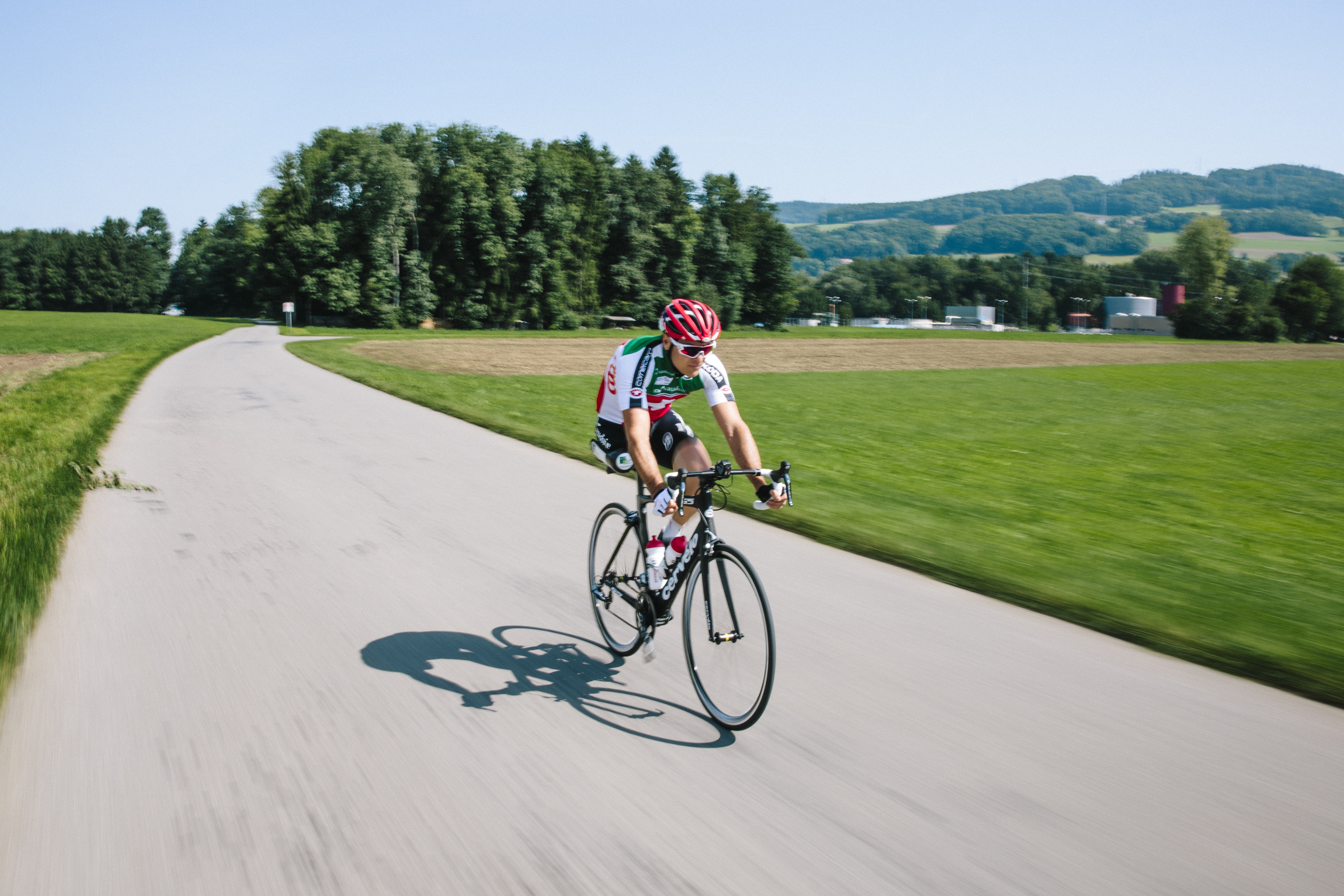
Roger Bolliger im Training (August 2017)

2019 wurde Bolliger, zu diesem Zeitpunkt «der erfolgreichste stehende Radsportler von Swiss Paralympics», für die Paracycling-Bahnweltmeisterschaften in Apeldoorn sowie für die Straßenweltmeisterschaften in Emmen nominiert.